# Lijst van Malagassische nationale wegen
Dit is een lijst van de nationale wegen in Madagaskar. 

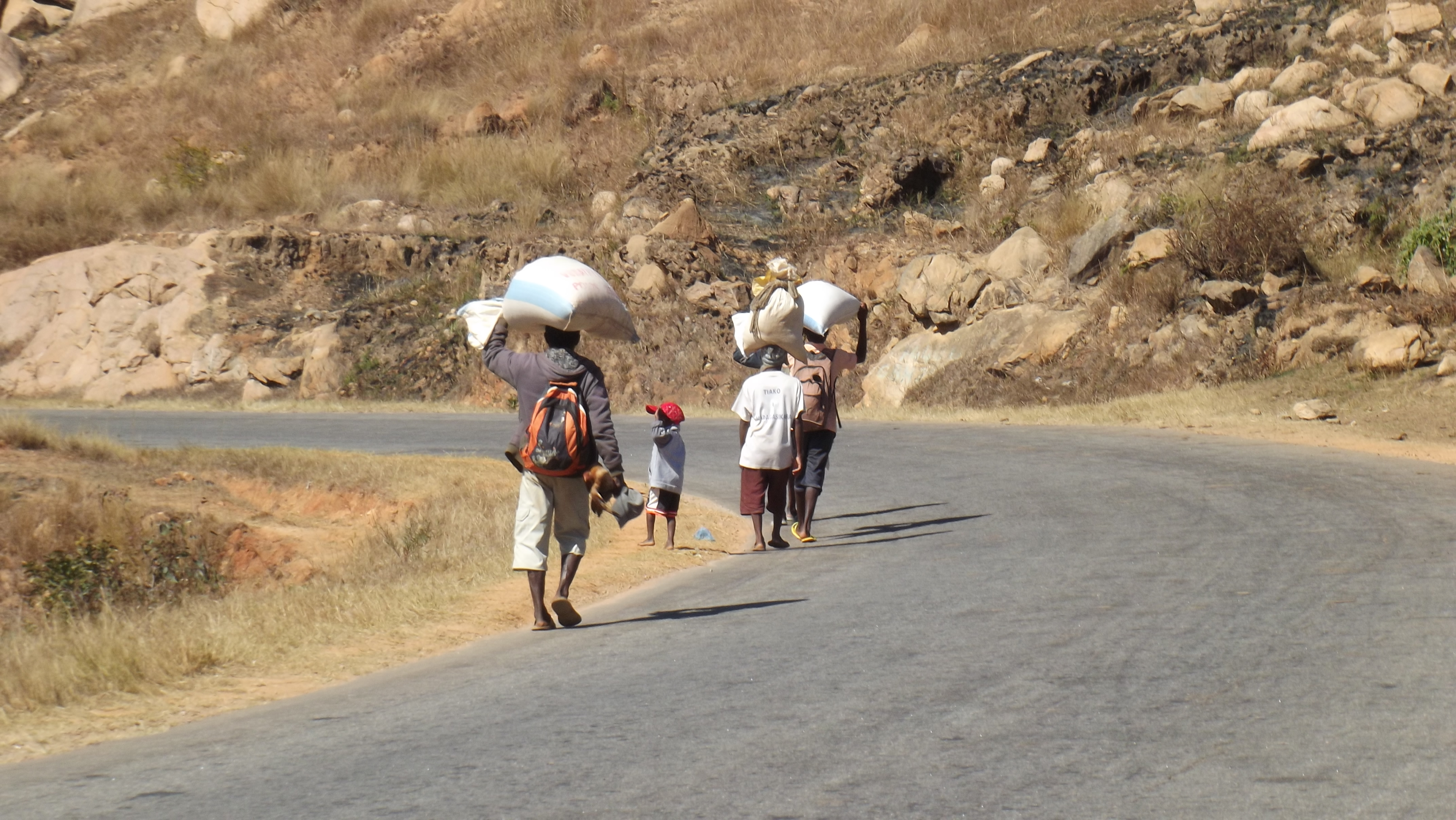
N7

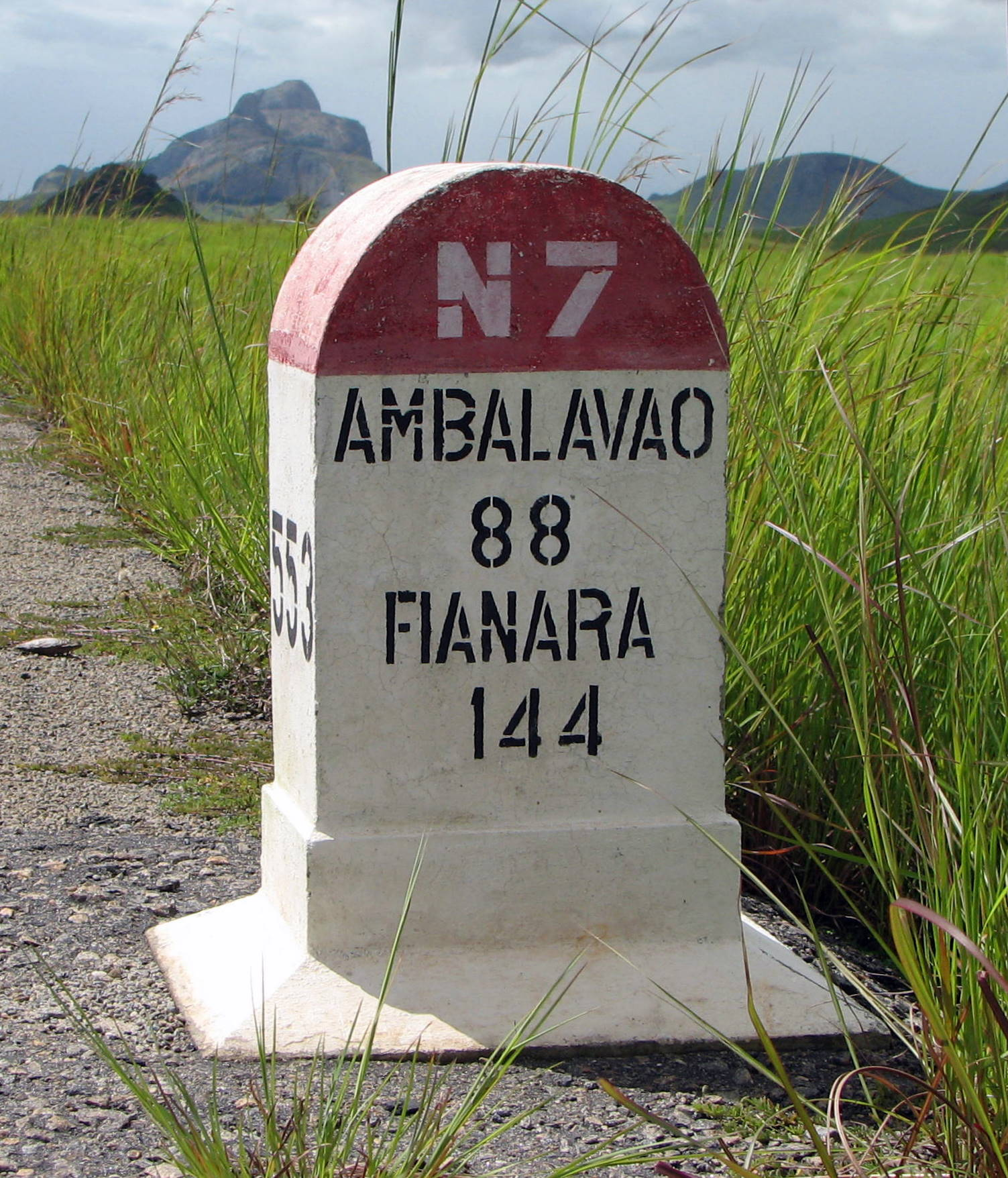
Kilometeraanduiding langs de N7

| Nummer | Lengte in km. | Aanliggende steden                                          | Conditie |
| ------ | ------------- | ----------------------------------------------------------- | --- |
| N1     | 149           | Antananarivo - Miarinarivo - Tsiroanomandidy - Belobaka     | gedeeltes zijn geplaveid                                                                                    |
| N1b    | 94            | Miarinarivo - Babetville - Tsiroanomandidy                  | |
| N2     | 367           | Antananarivo - Toamasina                                    | geplaveid, goede conditie                                                                                   |
| N3     | 91            | Antananarivo - Anjozorobe - Lake Alaotra                    | geplaveid                                                                                                   |
| N3a    | 180           | Lake Alaotra - Andilamena                                   | geplaveid, goede conditie                                                                                   |
| N3b    | 106           | Sambava - Andapa                                            | geplaveid, goede conditie                                                                                   |
| N4     | 570           | Antananarivo - Mahajanga                                    | geplaveid                                                                                                   |
| N5     | 402           | Toamasina - Maroantsetra                                    | 160 kilometer geplaveid, rest ongeplaveid en in slechte conditie                                            |
| N5a    | 406           | Ambilobe - Vohemar - Antalaha                               | geplaveid en in goede conditie tussen Vohemar en Antalaha, rest ongeplaveid                                 |
| N6     | 706           | Antsiranana - Ambondromamy                                  | geplaveid                                                                                                   |
| N7     | 920           | Antananarivo - Toliara                                      | geplaveid, goede conditie                                                                                   |
| N8     | 198           | Morondava - Belon'i Tsiribihina - Bekopaka                  | ongeplaveid                                                                                                 |
| N8a    | 119           | Maintirano - Antsalova                                      | |
| N9     | 382           | Toliara - Bevoay - Manja - Mandabe                          | ongeplaveid                                                                                                 |
| N10    | 512           | Andranovory - Beloha - Ambovombe Afovoany                   | ongeplaveid                                                                                                 |
| N11    | 103           | Mananjary - Nosy Varika                                     | ongeplaveid, slechte conditie                                                                               |
| N11a   | 125           | N2 – Vatomandry -Ilaka Atsinana - Mahanoro                  | gedeeltelijk geplaveid                                                                                      |
| N12    | 300           | Irondro – Manakara - Farafangana - Vangaindrano             | geplaveid, gedeeltelijk in slechte conditie                                                                 |
| N12a   | 238           | Tôlanaro - Manantenina - Vangaindrano                       | ongeplaveid, slechte conditie                                                                               |
| N13    | 493           | Ihosy - Ambovombe - Tôlanaro                                | ongeplaveid tussen Ihosy en Ambovombe, geplaveid, maar in een slechte conditie tussen Ambovombe en Tôlanaro |
| N22    | 38            | Fenoarivo Atsinanana - Vavatenina                           | grotendeels geplaveid                                                                                       |
| N24    | 45            | Mananjary - Vohilava                                        | ongeplaveid                                                                                                 |
| N25    | 161           | Ambohimahasoa – Irondro - Mananjary                         | gedeeltelijk geplaveid, rest ongeplaveid en in slechte conditie                                             |
| N27    | 275           | Ihosy - Ivohibe - Farafangana                               | grotendeels ongeplaveid                                                                                     |
| N31    | 129           | Antsohihy - Bealanana                                       | grotendeels geplaveid                                                                                       |
| N32    | 200           | Antsohihy - Mandritsara                                     | ongeplaveid                                                                                                 |
| N33    | 340           | Ambatondrazaka - Ambondromamy                               | ongeplaveid                                                                                                 |
| N34    | 368           | Antsirabe – Miandrivazo - Malaimbandy                       | Antsirabe tot Miandrivazo geplaveid, rest ongeplaveid                                                       |
| N35    | 460           | Ambositra – Malaimbandy - Morondava                         | geplaveid, gereconstrueerd in 2012                                                                          |
| N41    | 41            | Ambositra - Fandriana                                       | |
| N43    | 133           | Analavory – Ampefy – Soavinandriana – Ambohibary - Sambaina | geplaveid                                                                                                   |
| N44    | 228           | Moramanga - Ambatondrazaka - Imerimandroso - Amboavory      | gedeeltelijk geplaveid                                                                                      |
| N55    | 78            | Bevoay - Morombe                                            | ongeplaveid                                                                                                 |